# De l'amour (film, 2001)
Pour les articles homonymes, voir De l'amour.
Pour plus de détails, voir Fiche technique et Distribution.
De l'amour est un film français réalisé par Jean-François Richet, sorti en 2001.

## Synopsis
À vingt ans et encore chez ses parents, Maria, chômeuse en quête d'un boulot stable, ne demande qu'à croquer la vie à pleine dents. Il y a ce stage en usine qui ne l'emballe pas vraiment. Mais le travail ce n'est pas tout.
Et à son âge, Maria sait qu'elle a de belles années devant elle, à rêver, à construire, à vivre. Autour d'elle, il y a ses parents vieillissants mais bienveillants, son amie fidèle Linda, Manu le dragueur, et son amoureux secret, Karim, un ouvrier d'origine maghrébine. Malgré la grisaille du quotidien, tous poursuivent leur quête du bonheur.
Et puis la vie de Maria bascule. Pour rien, juste un peu de lingerie volée dans un supermarché.

## Fiche technique
Sauf indication contraire, les informations mentionnées dans cette section peuvent être confirmées par la base de données cinématographiques IMDb,  présente dans la section « Liens externes ».
- Titre : De l'amour
- Titre international anglophone : All About Love
- Réalisation et scénario : Jean-François Richet
- Dialogues : Yazid Aït
- Musique : Bruno Coulais
- Photographie : Christophe Beaucarne
- Montage : Jean-François Richet et Susana Rossberg
- Décors : François-Renaud Labarthe
- Costumes : Juliette Chanaud
- Production : Pascal Caucheteux et Alain Sarde
- Société de production : Canal+, Les Films Alain Sarde, Why Not Productions
- Pays d'origine :  France
- Format : couleurs - 1,85:1 - Dolby Surround - 35 mm
- Genre : drame
- Durée : 90 minutes
- Dates de sortie :
  - France : 11 avril 2001
  - Belgique : 22 août 2001

## Distribution
- Virginie Ledoyen : Maria
- Yazid Aït : Karim
- Mar Sodupe : Linda
- Stomy Bugsy : Manu

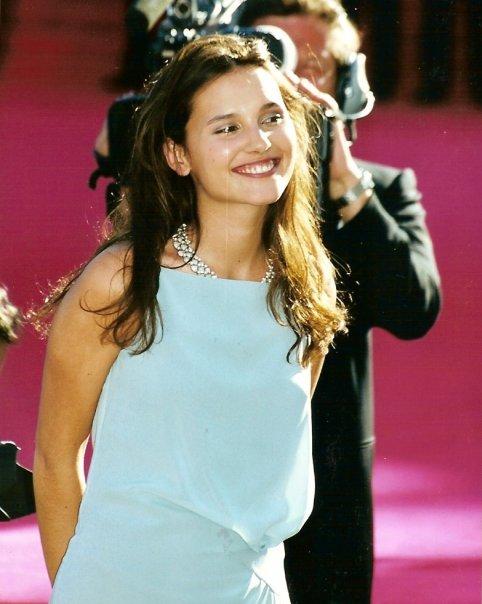
L'actrice principale Virginie Ledoyen l'année de tournage du film.

- Jean-François Stévenin : Bertrand, le policier
- Karim Attia : Bouboule
- Bruno Putzulu : Pascal, l'inspecteur de police
- Jean-Marc Thibault : le père de Maria
- Brigitte Roüan : un travailleur social
- Jean-François Gallotte : Marc, un autre policier
- Anne Canovas : la mère de Maria
- Nicolas Hamon : Nicolas
- Jean-Paul Bonnaire : Gégé
- Jérôme Le Paulmier : Roger
- Jean Grécault : Paul
- Lucien Jean-Baptiste : Vigile de supermarché
- Jeremy Banster : le méchant flic
- Matthieu Albertini

## Production

### Développement
Le réalisateur-scénariste Jean-François Richet s'est en partie inspiré de son vécu :

« J'ai bossé en usine pendant cinq ans, mon frère pendant huit. Les anecdotes dans le film, elles nous sont arrivées, à lui ou à moi. Et puis, l'usine est toujours une réalité. Pour énormément de gens. Toutes les pièces de tous les objets consommés sont faites en usine. Et si ce sont des robots qui les font, il faut des hommes pour fabriquer ces machines. Si les usines ne sont pas filmées, ça tient certainement au parcours des réalisateurs. Filmer le monde ouvrier, ce n'est pas un porte-drapeau, c'est ce que je connais. C'est une préoccupation. Ce sont des gens que j'aime. Ce n'est pas misérabiliste. Dans le film, les ouvriers rient. Ils se font exploiter mais ils le prennent à la fois en souffrant et en riant. »

— Jean-François Richet
Le film s'intitulait initialement L'Avenir est derrière nous. À la suite des changements opérés par Jean-François Richet et Yazid Aït, il est décidé d'adopter un autre titre moins sombre, De l'amour.

### Attribution des rôles
Les rappeurs Yazid Aït et Stomy Bugsy font leurs débuts au cinéma. Le second avait participé à la bande originale du précédent film de Jean-François Richet, Ma 6-T va crack-er (1997).

### Musique
Albums de Bruno Coulais
Belphégor, le fantôme du Louvre
(2001) Un aller simple
(2001)
La musique du film est composée par Bruno Coulais.
Liste des titres
1. La Cabine - 10:32
2. Le Divan - 1:45
3. La Douche - 1:45
4. La Provocation - 1:37
5. Le Chenil - 2:11
6. La Vitre - 0:44
7. La Cellule - 0:48
8. Le Bled - 1:23
9. Générique Début - 2:37

## Distinction
- Nomination à la Pyramide d'or lors du festival international du film du Caire en 2001[3].